# Mussa angulosa
Espèce
Statut de conservation UICN

 LC  : Préoccupation mineure
Statut CITES
Mussa angulosa, communément appelé le Corail-fleur épineux, est une espèce de coraux sclératiniaires de la famille des Mussidae. On le trouve uniquement dans le golfe du Mexique, la mer des Caraïbes et aux Bahamas.
Il est reconnaissable à sa forme hémisphérique (15–60 cm) et surtout ses grands bouquets de polypes rugueux et très charnus et contigus, qui peuvent être très colorés.
Il est aussi connu pour sa stratégie de survie agressive : étant un corail à croissance lente, il est capable d'attaquer et d'éliminer au moyen de ses grands polypes munis de puissants cnidocytes les espèces de coraux à croissance plus rapide qui tenteraient de pousser trop près de lui ou risqueraient de lui dissimuler la lumière du soleil, dont il a besoin pour survivre.